# Willy Verstraete
Willy Verstraete (27 maart 1939) is een Belgisch architect, voornamelijk actief in het Gentse.
Willy Verstraete studeerde in 1964 af als architect aan het toenmalige Sint-Lucasinstituut aan de Zwartezustersstraat te Gent. 
In 1970 stichtte hij Studiebureau Arrow. In 1971 werd het ontwerp dat hij samen met collega architect Herman De Witte maakte voor de architectuurwedstrijd 'Gent Morgen' laureaat.  Hun plannen droegen mee bij aan het behoud van de oude Gentse wijk Patershol.  Later volgden meerdere hotels en horecagelegenheden, veelal in het Gentse.
In 1987 hertekende Verstraete samen met zijn Gentse collega Jozef Fuyen voor de Vlaamse overheid in het hartje van Brussel het vroeg 20e-eeuws Hôtel des Postes et de la Marine, in 1895 ontworpen door Joseph Benoit. De vroegere binnentuin werd omgebouwd tot de Koepelzaal voor de plenaire vergaderingen van het Vlaams Parlement, omgeven door kleinere vergaderzalen, kantoorruimtes en ontvangstruimtes. Het project werd afgerond met een plechtige viering bij de ingebruikname op 17 maart 1996.
In 1996 kreeg Willy Verstraete de opdracht een nieuwbouw te ontwerpen met behulp van de spanten gerecupereerd bij de in schandaal gedrenkte afbraak van het Volkshuis, een bekend art-nouveaubouwwerk in Brussel, ontworpen door architect Victor Horta. Voor opdrachtgever Brouwerij Palm won hij hiermee een architectuurwedstrijd van de stad Antwerpen en kon in 2000 het Grand Café en de bovenliggende Art Nouveau-zaal in het "Horta"-complex aan de hoek van Hopland en de Maria Pijpelincxstraat in het centrum van Antwerpen ook realiseren, met duidelijk zichtbare gerecupereerde elementen uit de grote feestzaal van het Volkshuis.
In 2015 raakte de architect nog zwaargewond bij een zakelijk dispuut.

## Ontwerpen (selectie)
- 1974: renovatie en aanbouw Kasteel Rotsart de Hertaing, Merelbeke[2]
- 1979: woning met dokterspraktijk, Vogelenzang, Gent
- 1980:1984: Sociale huisvesting in opdracht van de Gentse Maatschappij voor de Huisvesting, 42 woningen en appartementen aan Kriekelaarstraat en hoek van de Veronica- en de Dracenastraat, Gent
- 1982-1987: Novotelhotel Goudenleeuwplein en Stadhuissteeg, Gent[3]
- 1987-1996: Renovatie Vlaams Parlementsgebouw, met architect Jozef Fuyen
- 1987-1988: Novotelhotel in voormalig Alexianenklooster, Katelijnestraat, Brugge
- 1995-2007: Marriotthotel, Korenlei, Gent
- 1987-2010: Oude vismijn, Gent
- 1991-1992: Nieuwbouw Design museum Gent ter vervanging van achtervleugel historisch Hotel De Coninck, Jan Breydelstraat, Gent
- 1996-2000: Horta-complex in Antwerpen met Grand Café en de Art Nouveau-zaal